# カタールの行政区画
カタールは8つの基礎自治体（baladiyah）から構成される。基礎自治体の下には行政区分として地域共同体（コミュニティ）があり、また共同体と別に統計区分として国勢調査地域と未編入地域に分かれている。

## 一覧

カタールの行政区画（2015年）

| No. | 名称                | 英訳名       | 現地名   | 人口 （2015年国勢調査） | 面積 （km2） | 人口密度 |
| --- | ------------------- | ------------ | -------- | ----------------------- | ------------ | -------- |
| 1   | アッ＝シャマール    | Al Shamal    | الشمال   | 8,794                   | 901          | 10       |
| 2   | アル＝ハウル        | Al Khor      | الخور    | 202,031                 | 1,546        | 131      |
| 3   | シャハーニーヤ      | Al-Shahaniya | الشحانيه | 187,571                 | 3,299        | 57       |
| 4   | ウンム・サラール    | Umm Salal    | أم صلال  | 90,835                  | 318          | 286      |
| 5   | アッ＝ザアーイン    | Al Daayen    | الضعاين  | 54,339                  | 249          | 218      |
| 6   | ドーハ (基礎自治体) | Ad Dawhah    | الدوحة   | 956,457                 | 243          | 3,936    |
| 7   | ライヤーン          | Al Rayyan    | الريان   | 605,712                 | 2,511        | 241      |
| 8   | アル＝ワクラ        | Al Wakra     | الوكرة   | 299,037                 | 2,518        | 119      |

## 歴史
カタール初となる基礎自治体は1963年の法律第11号によって設置されたドーハである。1972年7月17日、アッ＝シャマール、アル＝ハウル、アル＝ワクラ、ライヤーン、ウンム・サラールの5つが設置される（法律第11号）。
1997年にメサイード（ウンム・サイード）がジャリヤン・アル＝バトナおよびアル＝ワクラより分離。当時は10の基礎自治体があった。
2004年の再編（法律第13号）によってアッ＝ザアーインが新設された。またアル・ジュマイリーヤはライヤーンへ、Al Ghuwariyahはアル＝ハウルへそれぞれ編入され、ジャリヤン・アル＝バトナはライヤーンとアル＝ワクラへ分割されることとなった。2006年にメサイードはアル＝ワクラへ編入された（法律第12号）。
2014年、ライヤーンよりシャハーニーヤが分離した。